# Jörg Müller-Volbehr
Jörg Müller-Volbehr (* 1. April 1936 in Bremen; † 2. Dezember 2010) war ein deutscher Kirchenrechtler.

## Werdegang
Müller-Volbehr war von 1964 bis 1971 Landeskirchenrat der Evangelisch-lutherischen Landeskirche in Braunschweig, danach bis 1975 Oberkirchenrat der Evangelisch-Lutherischen Kirche in Bayern in München. 1971 promovierte er in Göttingen, 1974 folgte in München die Habilitation und er entschloss sich 1976, sich ganz Lehre und Wissenschaft zu widmen. Von 1978 bis zu seiner Emeritierung war er Professor am Fachbereich Rechtswissenschaften der Universität Marburg.
Schwerpunkt seiner wissenschaftlichen Arbeit waren das Staatskirchenrecht und das Evangelische Kirchenrecht.